# Pushover (videogioco)
Pushover o Push-Over è un videogioco rompicapo per MS-DOS, Atari ST, Amiga e Super Nintendo, sviluppato dalla Red Rat Software e pubblicato dalla Ocean Software nel 1992. Il gioco era sponsorizzato dallo snack inglese Quavers. La protagonista è G.I.Ant, una formica soldato che deve recuperare dei pacchetti di Quavers caduti in un formicaio appartenenti a Colin Curly, la mascotte dello snack all'epoca (successivamente i Quavers sono stati comprati dalla Walkers e la mascotte non è stata più usata).

## Modalità di gioco
Il gioco consiste di cento livelli, nei quali il campo di gioco è formato da varie piattaforme, eventualmente collegate da scale. Sulle piattaforme sono collocate delle tessere del domino. Il giocatore controlla la formica G.I.Ant, che può muoversi a destra e a sinistra e salire scale e scalini, può sollevare e riposizionare una tessera alla volta, e può spingere una tessera, in modo da creare una reazione a catena per far cadere tutte le tessere. In ogni livello il giocatore ha a disposizione una sola spinta, e deve fare in modo di far cadere per ultima la tessera Trigger, che provoca l'apertura dell'uscita, e uscire dal livello prima che scada un timer.
Un livello non può essere completato se la formica muore per una caduta o perché schiacciata da una tessera, o se non è in grado di raggiungere l'uscita perché bloccata da tessere o inaccessibile, oppure se delle tessere si rompono formando macerie.
Mettendo in pausa il gioco dopo che il timer è scaduto, compare un consiglio per passare il livello. Il consiglio del novantottesimo livello informa che il programmatore non si ricorda come si risolve quel livello.
I livelli si svolgono in diverse aree, ognuna con la sua grafica e il suo sottofondo musicale. Le aree sono un'area industriale, un tempio azteco, una stazione spaziale, un computer, una costruzione romana, un castello, un'area in stile meccano, una segreta e una casa giapponese. Circa ogni dieci livelli viene ritrovato un pacchetto di Quavers, per un totale di dieci pacchetti.
Il gioco non prevede nessun sistema di salvataggio, ma alla fine di ogni livello viene rivelata la relativa password. Il giocatore riceve anche un token dopo aver completato un livello, che può essere usato in due modi. Se un livello non viene completato con successo, si può usare un token per ritornare alla situazione che c'era subito prima della spinta (compreso il valore del timer), invece di dover ricominciare il livello da capo. Se invece un livello viene completato con successo ma a tempo scaduto, il token permette di passare al livello successivo.

### Tessere
Ci sono vari tipi di tessere, ognuna con una diversa caratteristica, distinguibili dal modo in cui sono colorate.
- Standard (gialla) - questa tessera è la più comune e cade semplicemente quando viene spinta. Se due tessere di questo tipo collocate sui bordi opposti di una piccola fessura di una piattaforma cadono contemporaneamente, si incastrano formando un ponte, che però non può essere utilizzato da G.I.Ant. Due tessere si possono rompere se si scontrano mentre vanno in direzioni opposte o se una cade sopra l'altra.
- Stopper (rossa) - questa tessera non può cadere e respinge qualsiasi tessera che le cade addosso. È l'unica tessera che non deve cadere per completare un livello.
- Delay (metà rossa e metà gialla divise da una diagonale) - questa tessera agisce come la Stopper nei confronti della prima tessera che le cade addosso, poi si comporta come la Standard.
- Ascender (gialla con una striscia rossa verticale) - questa tessera vola in alto quando viene spinta, finché incontra il soffitto di una piattaforma, quando si gira orizzontalmente nella direzione da cui è arrivata la spinta, eventualmente spingendo le tessere che incontra.
- Bridger (gialla con una sottile striscia rossa orizzontale) - questa tessera si comporta come la Standard, ma quando cade in una fessura di una piattaforma larga uno "spazio" la riempie creando un ponte.
- Exploder (metà rossa e metà gialla divise da una linea verticale) - questa tessera esplode quando viene colpita, creando una fessura nella piattaforma larga uno "spazio".
- Vanisher (gialla con due sottili strisce rosse orizzontali) - questa tessera si comporta come la "Standard", ma scompare dopo essere caduta. È l'unica tessera che può essere messa davanti all'uscita.
- Splitter (metà rossa e metà gialla divise da una linea orizzontale) - questa tessera si divide in due quando viene colpita dall'alto da un'altra tessera, e ogni metà si comporta come una "Standard". Se viene colpita da una tessera da un lato, una delle due metà si scontrerà con la tessera che l'ha colpita, facendole rompere.
- Tumbler (gialla con una spessa striscia rossa) - questa tessera si comporta come la Standard, ma continua la sua corsa quando incontra terreno libero da tessere.
- Trigger (gialla con tre sottili strisce rosse) - questa tessera è quella che permette di passare il livello. È l'unica tessera che non può essere spostata da G.I.Ant. Deve cadere per ultima e sul terreno, cioè non su un'altra tessera caduta.

Nel centesimo livello tutte le tessere appaiono gialle.